# Dixième circonscription de la préfecture de Chiba
La dixième circonscription de la préfecture de Chiba (千葉県第10区, Chiba-ken dai-jū-ku) est l'une des quatorze circonscriptions législatives que compte la préfecture de Chiba au Japon.

## Description géographique
Entre 1994 et 2013, la dixième circonscription de la préfecture de Chiba regroupait les villes de Chōshi, Sawara, Narita, Yōkaichiba (ja) et Asahi et les districts de Katori, Kaijō (ja) et Sōsa.
Entre 2013 et 2022, elle réunissait les villes de Chōshi, Narita, Asahi, Sōsa et Katori, le district de Katori et le bourg de Yokoshibahikari dans le district de Sanbu.
Depuis 2022, elle comprend les mêmes unités administratives à l'exception du bourg de Yokoshibahikari,.

## Députés
| Législature | Début de mandat | Fin de mandat | Député élu           | Parti politique | Parti politique |
| ----------- | --------------- | ------------- | -------------------- | --------------- | --------------- |
| 41e         | 1996            | 2000          | Motoo Hayashi        |                 | PLD             |
| 42e         | 2000            | 2003          | Motoo Hayashi        |                 | PLD             |
| 43e         | 2003            | 2005          | Motoo Hayashi        |                 | PLD             |
| 44e         | 2005            | 2009          | Motoo Hayashi        |                 | PLD             |
| 45e         | 2009            | 2012          | Hajime Yatagawa (ja) |                 | PDJ             |
| 46e         | 2012            | 2014          | Motoo Hayashi        |                 | PLD             |
| 47e         | 2014            | 2017          | Motoo Hayashi        |                 | PLD             |
| 48e         | 2017            | 2021          | Motoo Hayashi        |                 | PLD             |
| 49e         | 2021            | 2024          | Motoo Hayashi        |                 | PLD             |
| 50e         | 2024            | -             | Masaaki Koike (ja)   |                 | PLD             |